# Усадьба Р. М. Копылова
Усадьба Р. М. Копылова — двухэтажный дом в Железнодорожном районе Новосибирска на углу улиц 1905 года и Красноярской, построенный в 1901 году. Принадлежал мещанину Родиону Копылову. Памятник архитектуры регионального значения.

## История
Усадьба была построена в 1901 году и принадлежала Родиону Мартемьяновичу Копылову, который руководил Новониколаевским отделом Союза русского народа.

## Описание
Юго-западный фасад дома выходит на красную линию Красноярской улицы, юго-восточный — на красную линию улицы 1905 года.
Двухэтажное здание смешанного типа стоит на бутовых ленточных фундаментах и завершается четырёхскатной стропильной крышей.
Цоколь здания сделан из кирпича и оштукатурен.
Первый этаж здания кирпичный, второй — бревенчатый, рублен «в лапу» и обшит профилированным тёсом.
К северо-западному фасаду пристроены холодные сени в два этажа высотой.
Под частью дома находится подвал.
Второй этаж юго-восточного фасада украшает пятигранный балкон, который опирается на мощные деревянные подкосы. Ограждение балкона деревянное с пропильной резьбой. Его завершает опирающийся на деревянные колонны купол со шпилем. 
К юго-западному фасаду пристроено крыльцо с козырьком, здесь находится второй вход в здание.
Окна здания с лучковым завершением.
Оконные проёмы первого этажа обрамляют кирпичные наличники с замковым камнем, по низу этих окон проходит горизонтальная тяга.
Первый кирпичный этаж завершён карнизом небольшого выноса с декорированной полосой поребрика.
На втором этаже оконные проёмы обрамлены наличниками, декорироваными накладной и пропильной резьбой с токарными элементами и растительным орнаментом, их надоконные доски имеют профилированное завершение.
Венчающий карниз, скрывающие торцы сруба лопатки и фриз также украшены пропильной резьбой.

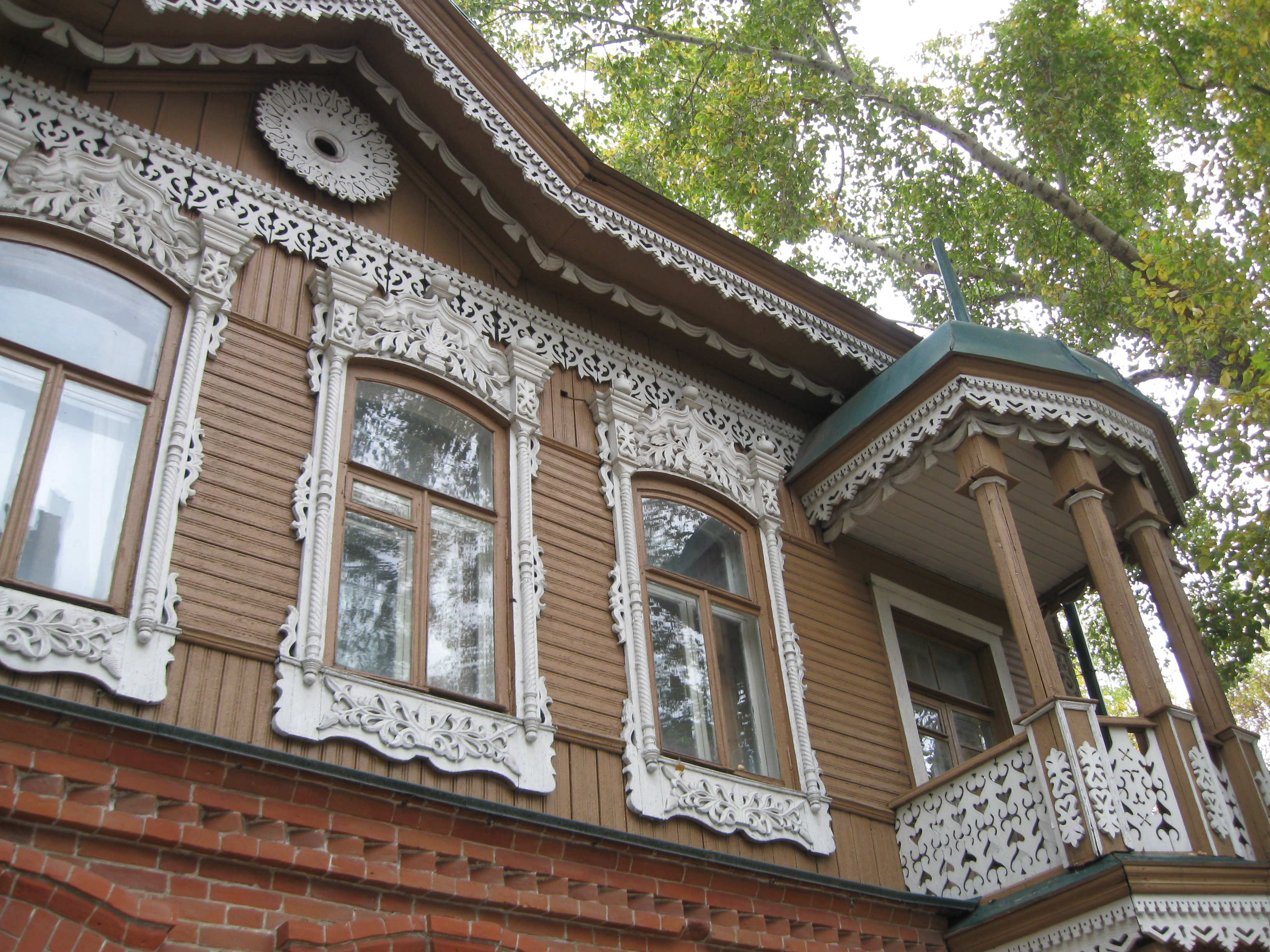
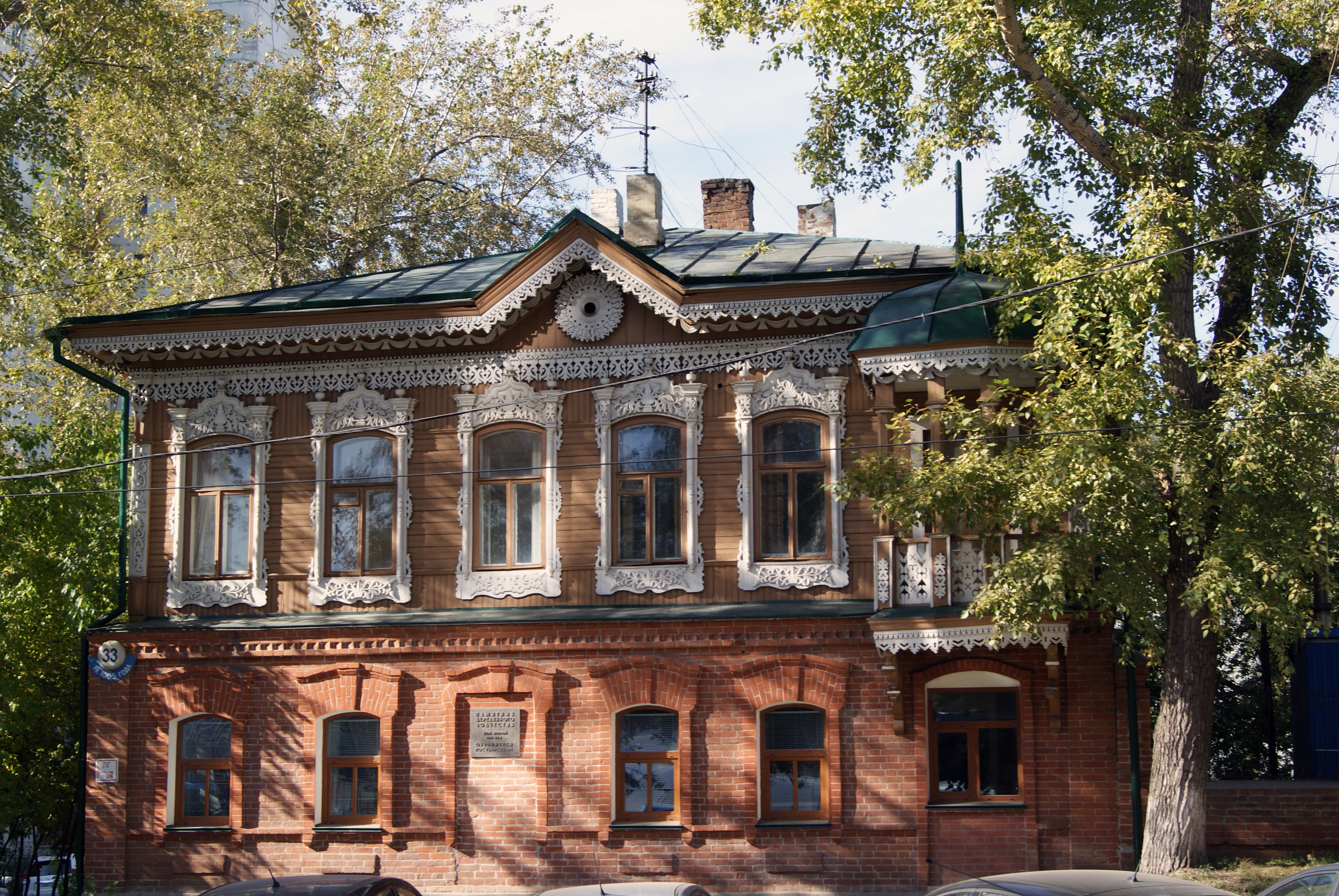

### Интерьер
В интерьере здания остались круглые печи, а на потолках второго этажа сохранились тяги и декоративные лепные розетки.

### Приусадебная территория
Приусадебную территорию окружает кирпичная ограда с коваными решетками. Со стороны юго-западного фасада находятся металлические ворота.